# Molomea zikani
Molomea zikani är en insektsart som beskrevs av Schröder 1960. Molomea zikani ingår i släktet Molomea och familjen dvärgstritar. Inga underarter finns listade i Catalogue of Life.